# Panta Rhei (magyar együttes)
A Panta Rhei magyar rockegyüttes volt, ami 1974 és 1989 között működött. Több műfajt is kipróbáltak, játszottak klasszikus zenei feldolgozásokat, progresszív rockot. Százezer példányban eladott P. R. Computer című lemezükön elektronikus zene hallható. Bartók-feldolgozásaik kiadására a zeneszerző családja nem adott engedélyt. Az ehhez hasonló sorozatos kudarcok végül véget vetettek az együttes működésének.
Az együttes 2017-ben újjáéledt, ismét koncerteket adott, az időközben meghalt Matolcsy Kálmán, és a külföldön élő Béke Csaba helyét fiatalok vették át.

## Tagok
- Szalay András (vokál, basszus)
- Szalay Sándor (gitár)
- Matolcsy Kálmán (billentyűsök) †
- Béke Csaba (dob, 1974-79)
- Nagy József (fuvola, 1974-75)
- Ács Enikő (vokál, 1976-79, 2017-)
- Kegye János (szaxofon, 1976)
- Kiss Miklós (dob, 1976)
- Schmidt András (dob, 1979)
- Laár András (vokál, gitár, 1979-80)
- Moldován Gyula (ének, gitár, 1974-75)
- Szalay Dániel (dobok, 2017-)
- Milkovics Mátyás (szintetizátor, 2017-)
- Kálmán András (billentyűsök, 2017-)

## Diszkográfia

### Album
- Panta Rhei (1981)

### Kislemezek
- Társak között / Talán (1978)
- Itt van a délután / Mandarin (1979)